# 皮波·布莱森
皮波·布莱森（英文：Peabo Bryson。他原名为 Robert Peapo Bryson，1965年改为Peabo。 ）（1951年4月13日—）。是是美国R&B与灵魂乐歌手、作者。生于南卡罗来纳州格林维尔，他最为人熟知的是软摇滚民谣（经常与女歌手对唱）与參與迪斯尼动画作品的配乐。

## 工作生涯
皮波·布莱森家中有两个妹妹和一个弟弟，他是家中最年长的一个。因此皮波的童年是与爷爷在位于南卡罗来纳州莫尔丁农场渡过的。他对音乐的喜爱源于他的母亲。那时母亲经常带着全家人去看美国黑人艺人的演唱会，像山姆库克，小理查德和比莉·荷莉戴。
14岁时，为格林维尔一个当地的小乐队叫做Al Freeman and the Upsetters作伴唱，这标志着皮波的出道。但是弗里曼对布莱森那法国西印度的名字“Peapo”发音实在困难，这导致了布莱森将“Peapo”改为了“Peabo”。2年后他与其他本土乐队Moses Dillard和Textile Display一起离开家，来到了chitlin' circuit， 布莱森第一次打破了亚特兰大音乐榜的纪录。虽然这个音乐榜并没有迪拉德音乐榜那么出名，但这个年青的伴唱歌手却引起了一位名叫埃迪·比斯科的总经理的注意。他签下了布莱森，作词、作曲、编曲，甚至鼓励布莱森写自己的歌。几年后布莱森与家乡的乐队为了能登上音乐榜而努力着。1976年他发行了他第一部专辑《Peabo》。虽然是个地区性的成功，但布莱森于1977年加盟了国会大厦唱片公司。
布莱森最成功的单曲包括1977年的《Feel the Fire》和《Reaching for the Sky》，1978年的《I'm So Into You》和《Crosswinds》，1982年的《Let the Feeling Flow》，1984年的《If Ever You're in My Arms Again》（这是他第一次进入Top10的单曲），1989年的《Show and Tell》，1991年的《Can You Stop the Rain》。1985年时他出演肥皂剧《One Life to Live》，演唱了主题曲的抒情版本。1987年布莱森成为了正式的主唱，他一直红到了1992年。1983年他发行了一部成功的专辑名为《romantic love》，是与女歌手罗伯塔·弗莱克的对唱。
具体曲目如下：
- 《Here We Go》，与米妮妮·莱普顿
- 《Gimme Some Time》，与娜塔莉·科尔
- 《Beauty and the Beast》，与席琳·迪翁
- 《Light The World》，与德博拉·吉布森
- 《The Gift》，与罗伯塔·弗莱克
- 《I Can't Imagine》，与瑞姬娜·蓓尔
- 《A Whole New World》，与瑞姬娜·蓓尔
- 《Tonight I Celebrate My Love》，与罗伯塔·弗莱克
- 《The Best Part》，与纳迪亚·吉福德
- 《Lovers After All》，与梅利莎·曼彻斯特
- 《You Are My Home》，与琳达·埃德尔
- 《By the Time This Night Is Over》，与肯尼·基
- 《For You And I》，与安琪拉波菲
- 《Without You》
- 《As Long As There's Christmas》，与罗伯塔·弗莱克
- 《I Have Dreamed》，与莉亚·莎隆嘉
- 《Make It Til Tomorrow》，与桑迪·帕蒂

1992年，布莱森与席琳·迪翁以一首《Beauty and the Beast》獲得格莱美奖，1993年与瑞姬娜貝爾以一首《A Whole New World》再次获得此奖。
布莱森完成了许多话剧和歌剧的作品，其中最著名的男高音角色来自密歇根州底特律波基与贝丝剧院演出的《Sporting' Life》一剧。2003年8月21日，他被税务方面的问题缠身，美国国税局扣压了他在佐治亚州亚特兰大市家中的财产。据报道1984年以来他逃税总额达到120万美元。国税局拍卖了他的财产，包括两个格莱美奖，电子设备和他的三角钢琴。
2002年，布莱森《Beauty and the Beast》的音乐电视被灌制成白金与蓝光DVD。他的《A Whole New World》音乐电视被灌制成白金DVD随电影阿拉丁一同发布。布莱森CD作品《 Missing You》，发布于2007年10月2日。
他在2011年热播的电视剧《Where Them Girls At》中被妮琪·米娜简单的提到过。

## 个人生活
布莱森有个女儿叫琳达。
他曾经几次向拳击手舒格·雷·伦纳德的前妻胡安妮塔·伦纳德求婚。二十世纪九十年代，他还曾向前任美国弗吉尼亚州小姐安吉拉·西格彭求婚。

## 唱片作品
主要标题：皮波布莱森专辑